# スラッシュメタル
スラッシュメタル (Thrash Metal) は、音楽のジャンルの一つ。従来のヘヴィメタルにハードコアの過激さを加えた音楽形態を指す。Thrash とは「鞭打つ」という意味である。スピードメタルとの定義の境界線は曖昧である。代表的なバンドにはメタリカ、アンスラックス、スレイヤー、メガデスなどがいる。

## 概要
このジャンルは、NWOBHMのダブルベース・ドラミング・複雑なギターワークと、ハードコア・パンクの攻撃性の融合により1980年代初頭に登場した。凶暴で粗野な印象が強調され、スピード感を重視した楽曲が多い。特に1980年代初頭には、メタリカの「Fight Fire With Fire」（『Ride the Lightning』収録曲）や、スレイヤーの「Chemical Warfare」（EP「Haunting the Chapel」収録曲）が、メタルでは最速の楽曲として話題に上ることもあった。
ベースの特徴はブラストビーツであり、ドラムは、「スラッシュビート」（BPM200以上でバスドラムを16分で打ったり、バスドラムとスネアを高速の8分で交互に叩いたり等）が特徴となっている。ドラマーには、スレイヤーのデイブ・ロンバードやアンスラックスのチャーリー・ベナンテ等がいる。スラッシュメタルのギターはは速弾きはするが、楽曲の中心はリフであり、高速なもの、複雑なもの等、様々なギターリフを生み出してきた。スピード感を際立たせるため、1曲の中、あるいはアルバムを通して緩急をつけるなどの工夫もされてきた。ヴォーカルは、叫び声やハードコア風のスタイルが多い。

## 歴史
1983年までに、スラッシュメタルは、ハードコアとメタルを融合させたジャンルという見方が成立していた。また、ヘヴィメタル・バンドだけではなく、ディスチャージなどのハードコア・パンク・バンド、キリング・ジョークなどのポスト・パンク・バンドの影響も大きかったといわれている。スラッシュメタルの誕生に関しては諸説あるが、メタリカが「Hit The Lights」をコンピレーションアルバム『Metal Massacre』(1981年)に提供したのを始まりとする意見が多い。NWOBHMのメタル・バンドであるダイアモンド・ヘッドは、スラッシュへの影響を与えていると指摘されているが、特にメタリカへの影響は大きかった。
メタリカの誕生とほぼ同時期に、ニューヨークではアンスラックス、ロサンゼルスではスレイヤーが活動開始し、アンダーグラウンドシーンでメタル・ファンの人気を獲得していった。メタリカを解雇されたギタリストのデイヴ・ムステインは、ロサンゼルスでメガデスを結成した。また、1980年代初頭のサンフランシスコ・ベイエリアには、メタリカのギタリストのカーク・ハメットがメタリカ加入前に結成したエクソダスや、レガシー（後のテスタメント）といった、スラッシュメタル黎明期を支えたバンドが多くいた。これらのバンドは「ベイエリア・クランチ」といわれる、ギターサウンドを特徴としていた。LAメタルが興隆を誇っていたロサンゼルスでは、ショーアップされたヘヴィ・メタルが盛んであったが、サンフランシスコ・ベイエリアでは、より無駄な装飾を廃したラジカルな音楽の人気が出始めていた。後にメタリカも拠点をサンフランシスコに移し、人気を確立していった。
ドイツでは、よりヴェノムの影響を色濃く感じさせる、タンカード、ソドム (Sodom)、クリーター(Kreator)、デストラクション (Destruction) らの4大スラッシュメタル・バンドが登場した。1985年に、アンスラックス等のメンバーらによって結成された、サイドプロジェクトS.O.D.によって、「スラッシュメタルとハードコア・パンクの融合」が起こった。その結果、それまで互いに相容れなかった、メタルとハードコア、及び両ジャンルのファンの交流が盛んになる。
1980年代半ばになると、そのエクストリームな歌詞や、攻撃的な音楽性からスラッシュメタルを避けてきたメジャーレーベルもメタリカをはじめ、アンスラックス、スレイヤー、メガデスといったバンドと契約した。これらのバンドのアルバムは、アンダーグラウンドに留まらず、ビルボード誌のアルバム・チャートにランク・インするようになった。その後、複数のバンドがメジャーレーベルと契約するようになり、スラッシュメタルは隆盛を極めた。しかし、ムーブメントの副産物として似たようなバンドが数多く出現し、スラッシュメタルの粗製濫造ともいえる状態に陥った。また、メジャーレーベルと契約したスラッシュメタルバンドの多くは、聴く人を選ぶ、過激であったはずの音楽性を、より多くの人にアピールする方向に変化させていった。オールミュージックは、パンテラもスラッシュ・メタルのジャンルに含まれるとしている。1980年末から1990年初頭頃、攻撃性を信条としてきたスラッシュメタルは、が音楽的には行き詰まり始め、前述のハードコア・パンク以外にも様々な音楽との融合を試みるバンドが現れ始める。その代表には、ヒップホップ・グループのパブリック・エナミーとコラボレーションしたアンスラックスが挙げられる。こうした試みは後に興るニューメタル・ムーブメントに影響を及ぼした。
1990年代に入った頃にはニルヴァーナ、サウンド・ガーデン、ダイナソーJrなどのグランジムーブメントが興り、またパンテラやヘルメットのようなスラッシュメタル等から発展したポスト・スラッシュなども登場したことで、スラッシュメタルの人気は徐々に下降していった。一方、メタリカが1991年に発表したシングル「エンター・サンドマン」は、ビルボード16位まで上昇する大ヒットとなった。同年のアルバム『Metallica』（通称ブラック・アルバム）もアルバムチャートで大ヒットしている。これを受け、多くのスラッシュメタルバンドがスピードや攻撃性よりも、重さやグルーブ感を重視するようになり、従来のファンを失うことになった。ただし、ムーブメントが衰退した後も人気を維持したスレイヤーや、音楽性がスラッシュメタルから大きく離れた後も人気を保ち続けた、メタリカやメガデスのような例もある。
その後、スラッシュメタルの攻撃的な側面は、より過激なデスメタルや、グラインドコアといった音楽に引き継がれていった。また、フォビドゥン、ヴァイオレンスのギタリストだったロブ・フリンはマシーン・ヘッドを結成し、ポスト・スラッシュ・バンドとして人気を獲得した。2010年代、2020年代以降も、テスタメント、エクソダス、ダーク・エンジェル、オーヴァーキルなどのバンドが活動を続け、アルバムのリリースしたり、合同のコンサートを開催したりしている。メガデスは初期には反権力的な歌詞の曲をアルバムに収録していたが、デイヴ・ムステインがドナルド・トランプ支持を表明した。だが、アメリカは個人主義がはっきりしており、他のメンバーは政治的には中立を保っている。また、フォビドゥンやトキシクなどのように、解散した往年のスラッシュメタルバンドが再結成を発表したり、Municipal Wasteやギャマ・ボム、ヴァイオレイターなど新たな若手のスラッシュメタルバンドが、80年代スラッシュメタルのサウンドを再現して、リバイバル・スラッシュと呼ばれるなどの現象も見られた。

## 主なバンド、ミュージシャンの一覧

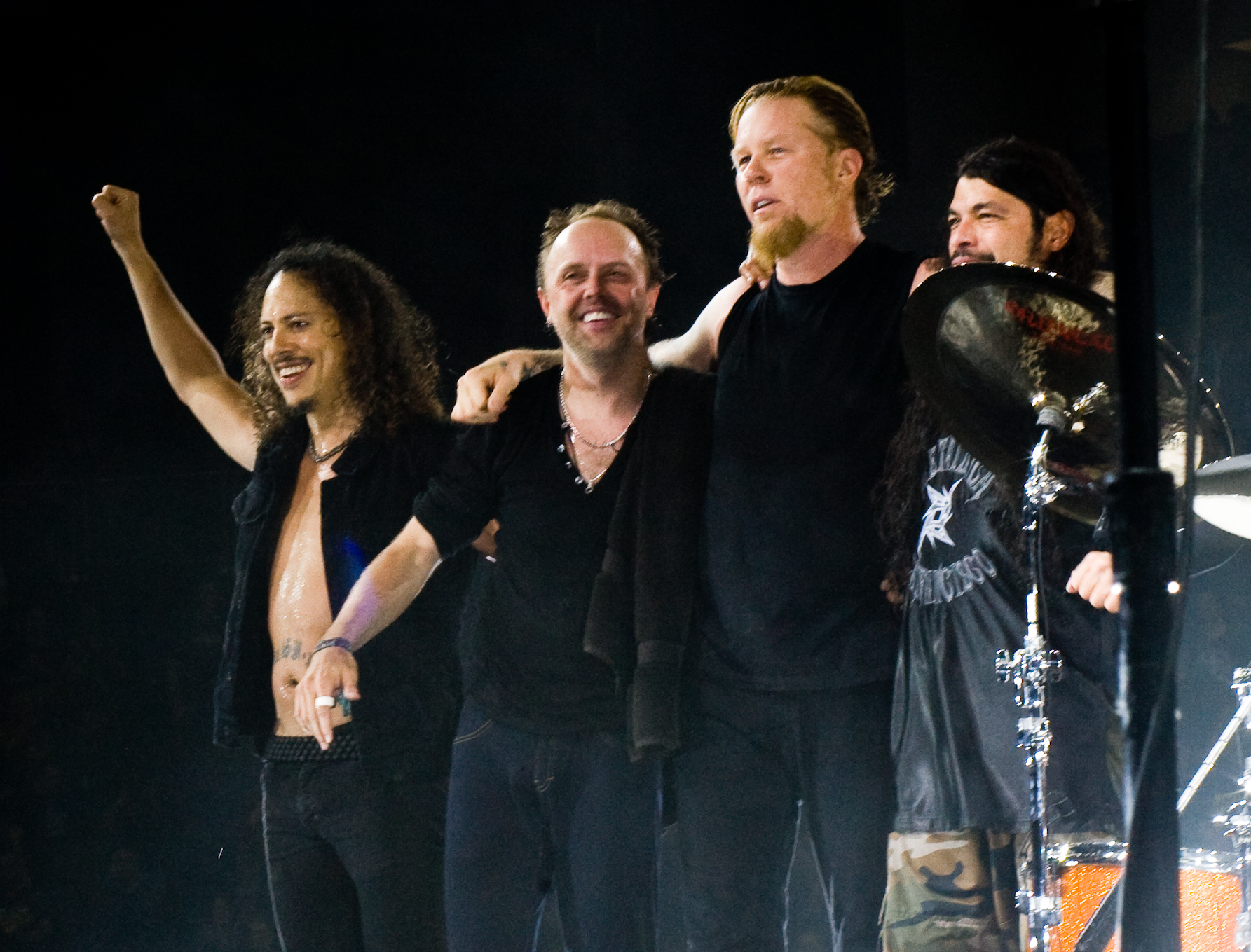
メタリカ

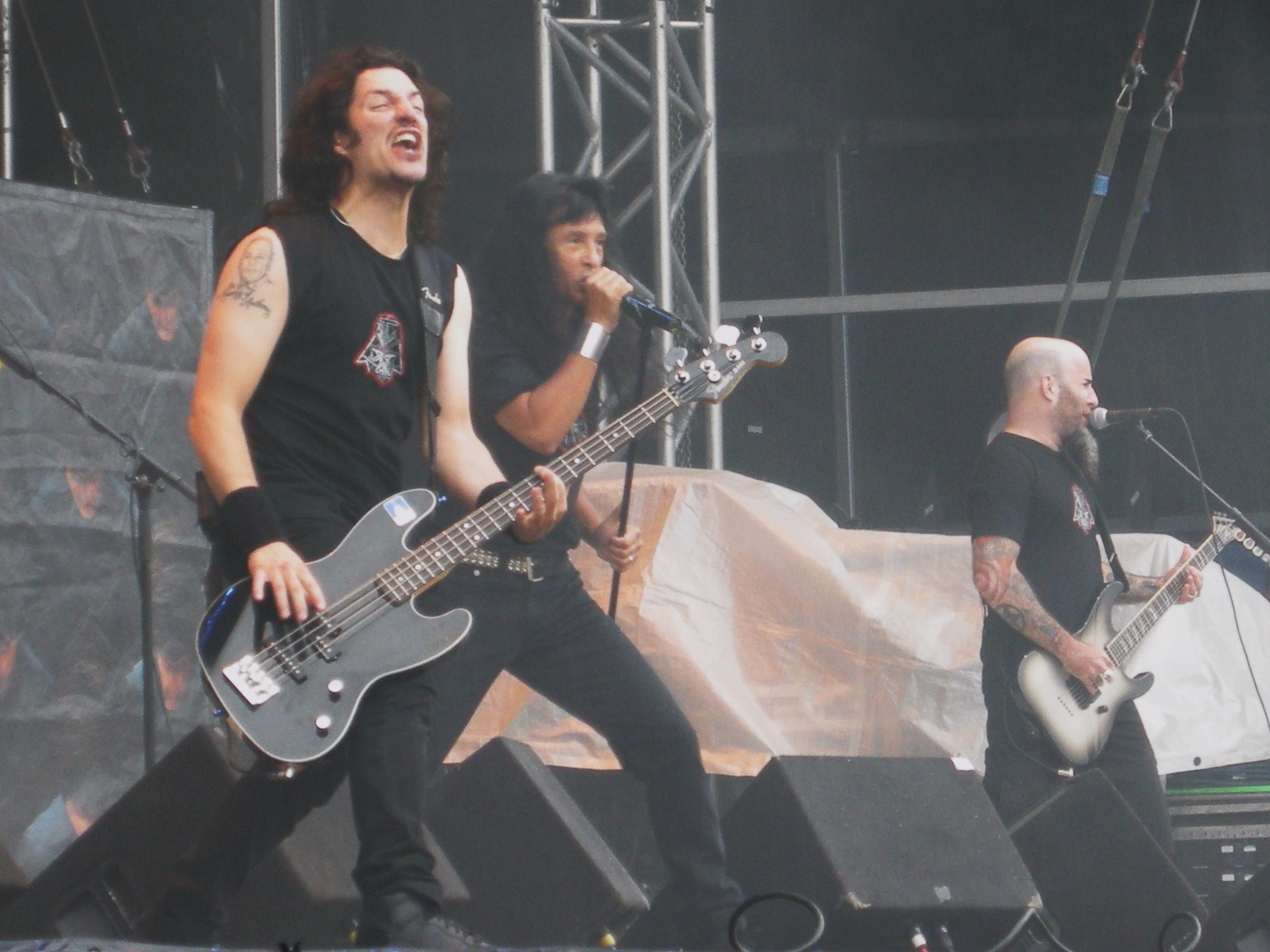
アンスラックス

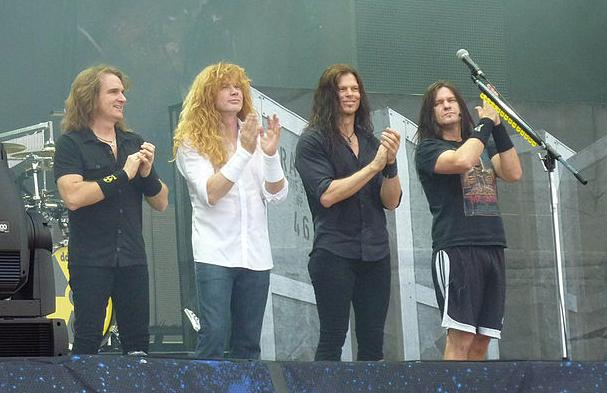
メガデス

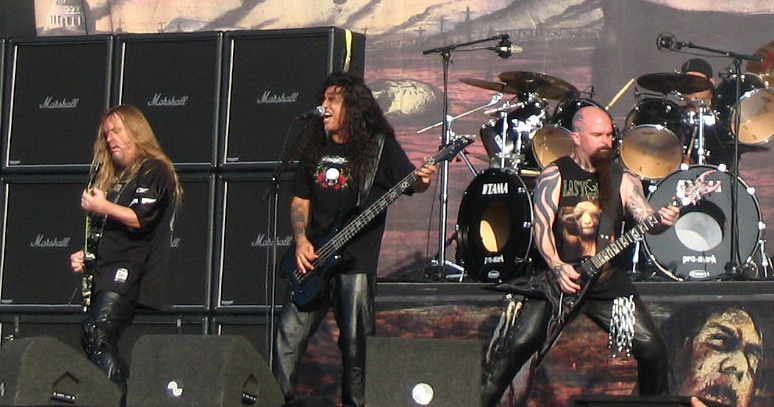
スレイヤー

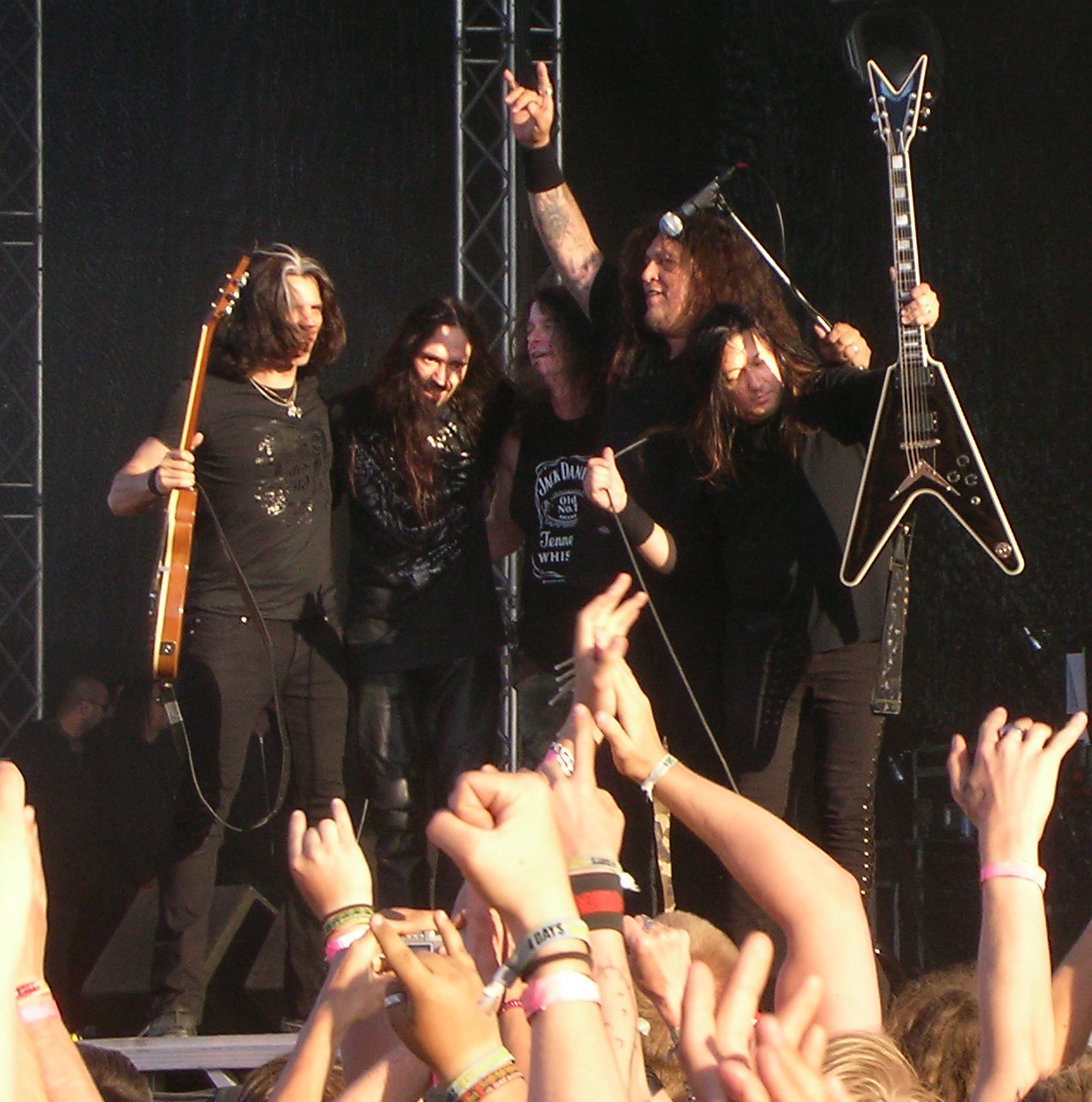
テスタメント

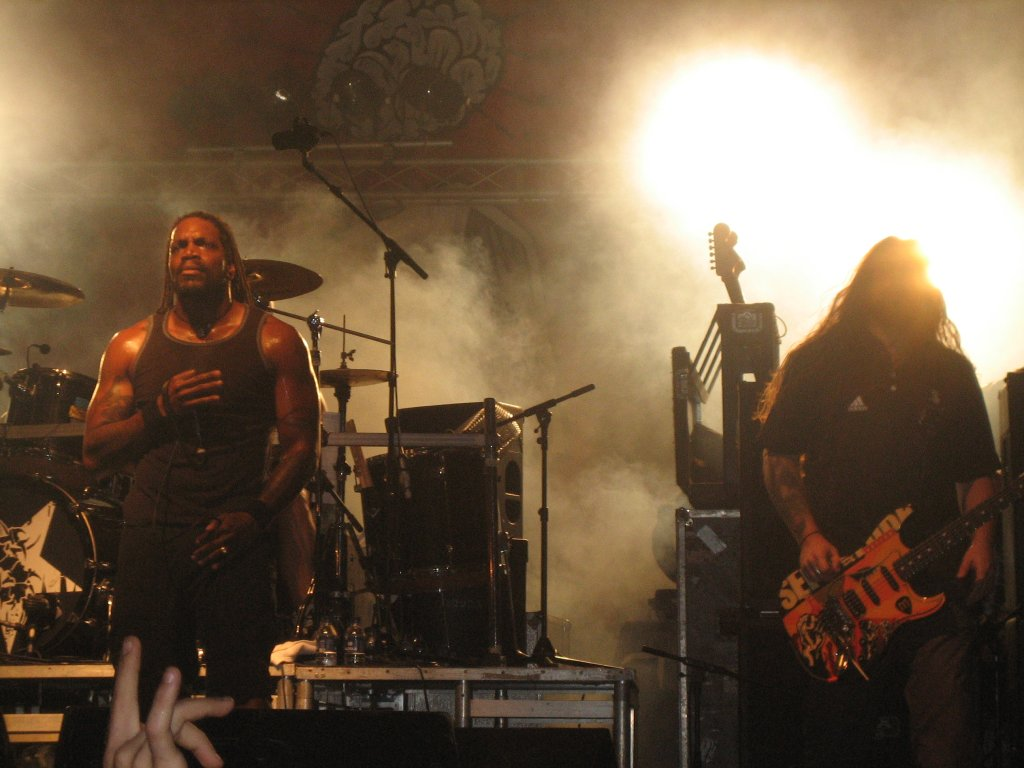
セパルトゥラ

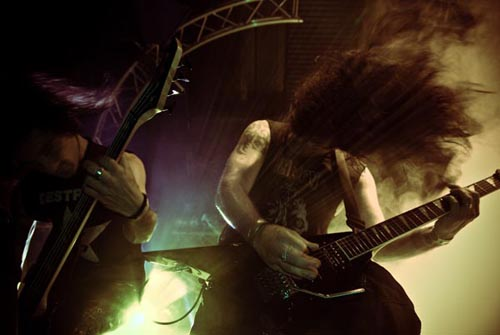
クリーター

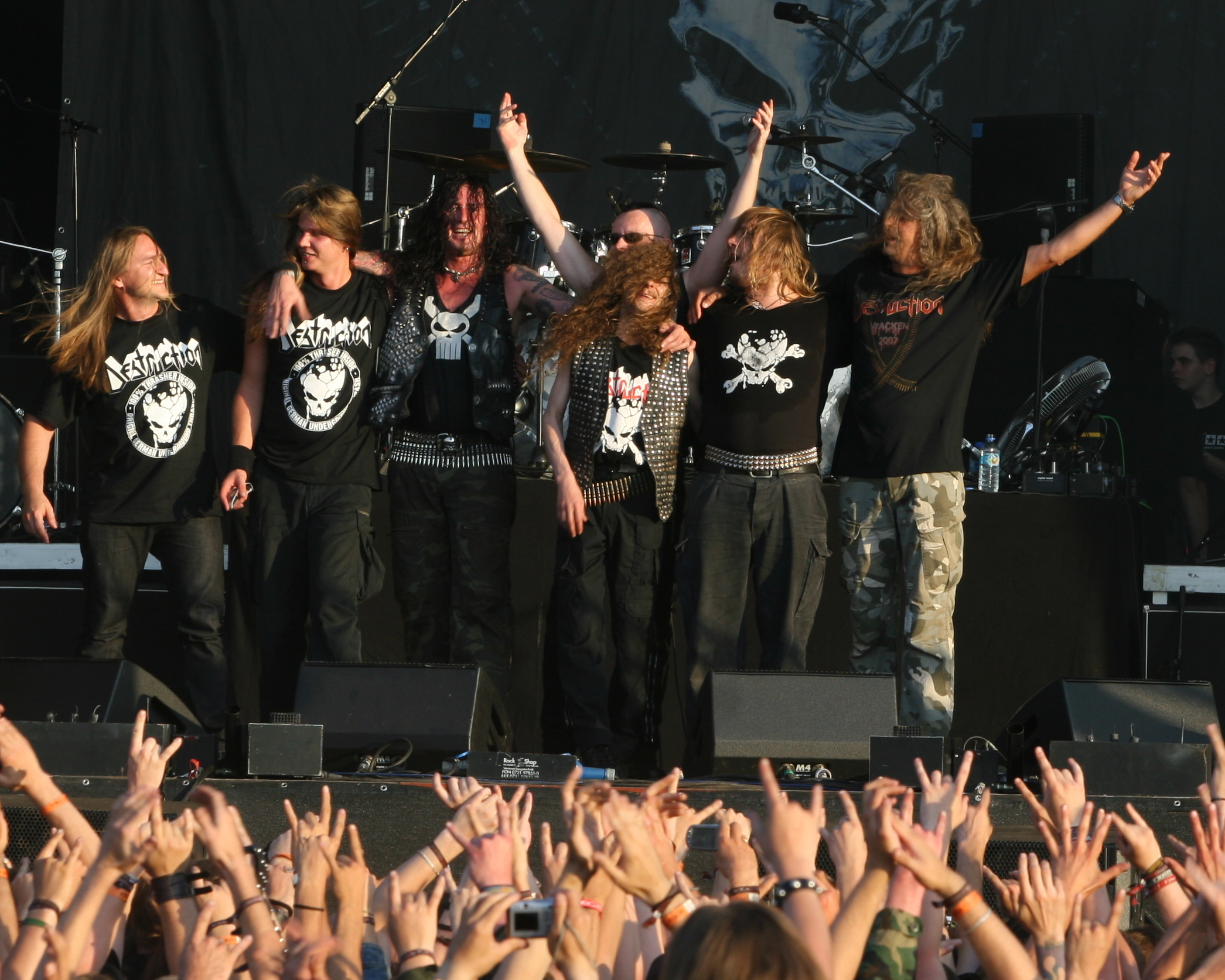
デストラクション

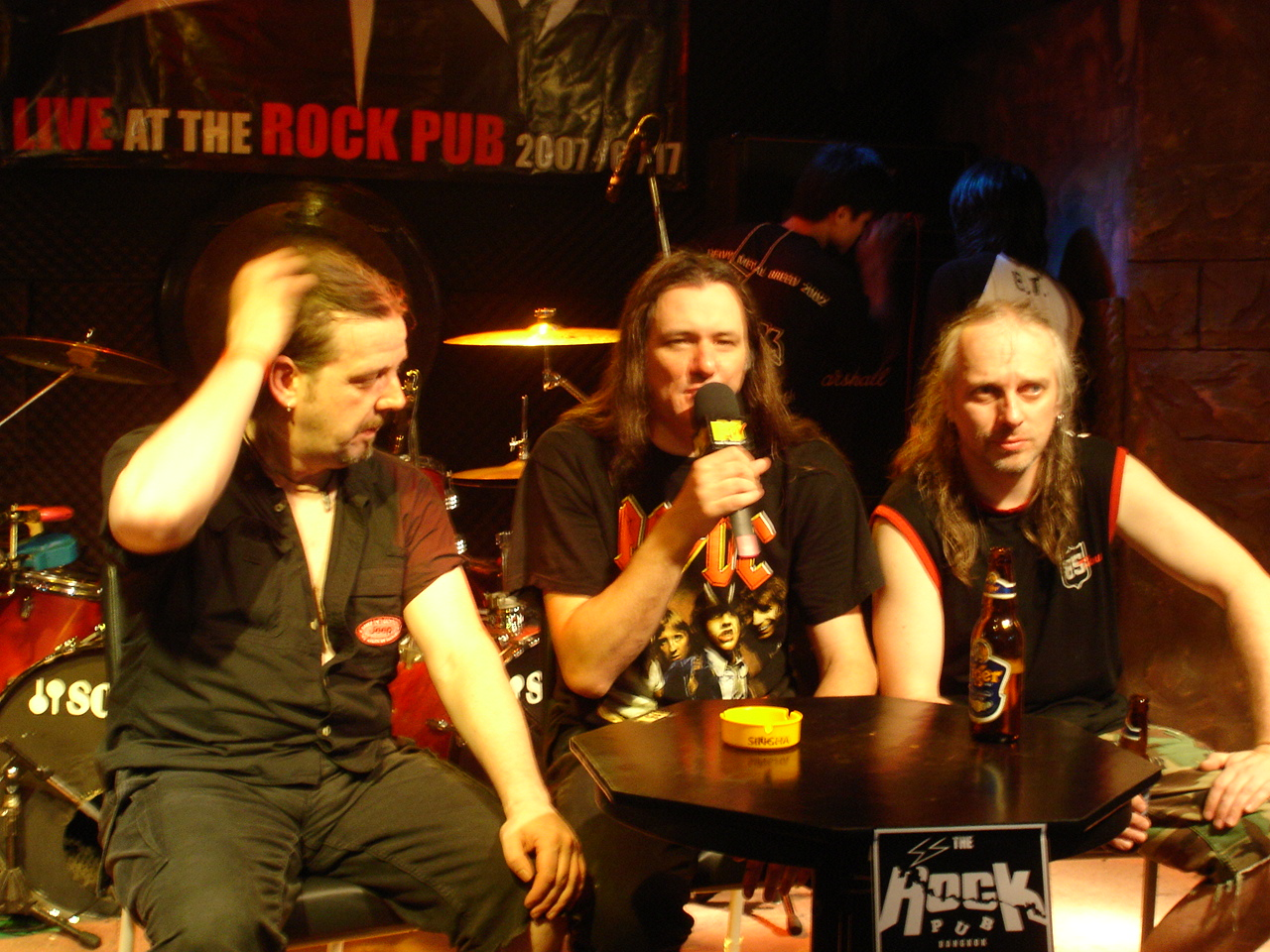
ソドム

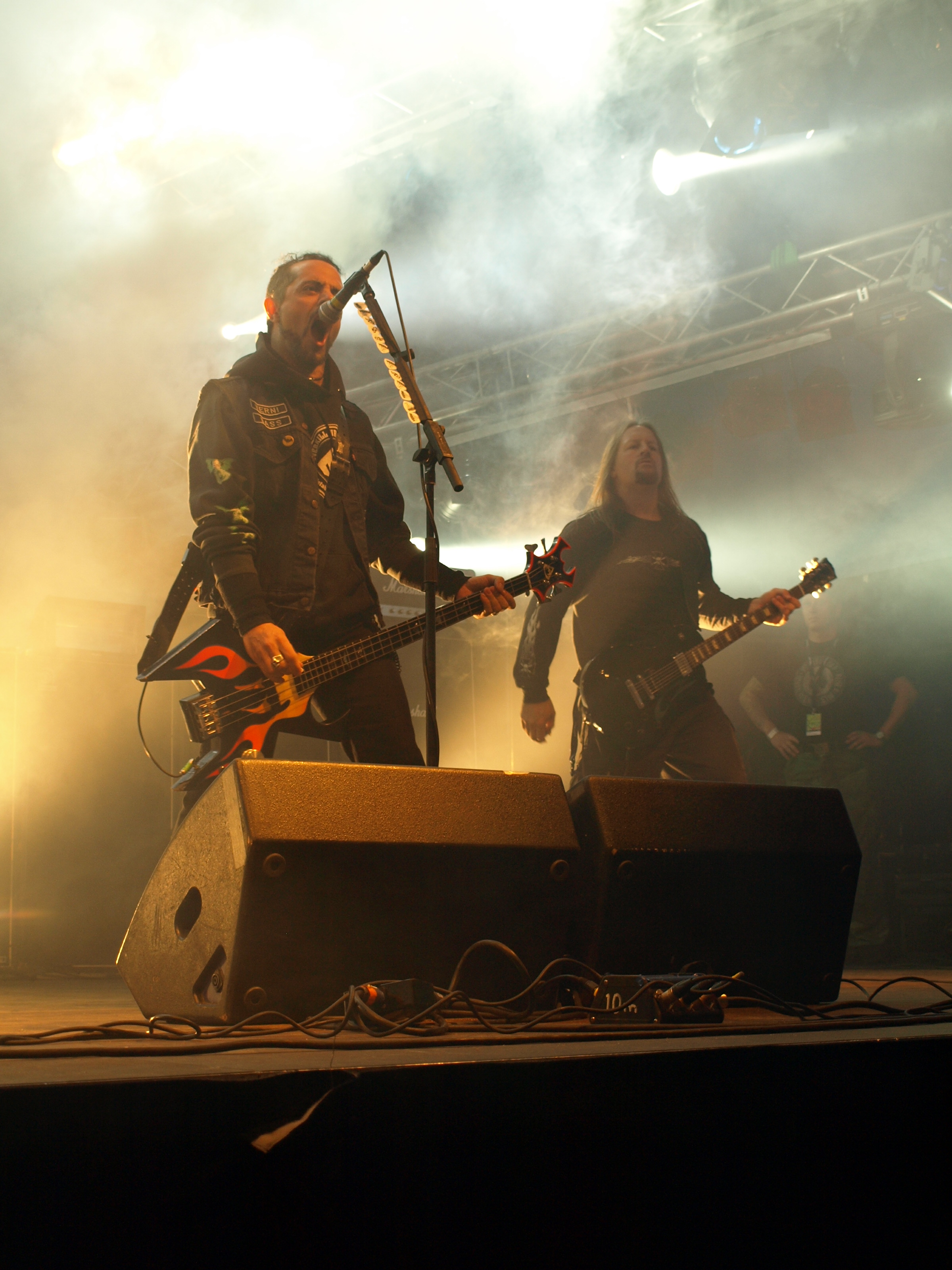
オーヴァーキル

### ビッグ4
- アンスラックス Anthrax
- メガデス Megadeth
- メタリカ Metallica
- スレイヤー Slayer

### ベイエリア・スラッシュメタル
- DEATH ANGEL （デス・エンジェル）
- Exodus （エクソダス）
- Forbidden （フォビドゥン）
- Heathen (ヒーゼン)
- LÄÄZ ROCKIT (ラーズ・ロキット)
- Testament （テスタメント）
- VIO-LENCE (ヴァイオレンス)

### ジャーマンスラッシュ
- デストラクション Destruction
- クリーター Kreator
- ソドム Sodom

### クロスオーバー・スラッシュ
- S.O.D.
- D.R.I.
- クロ・マグス

### その他のバンド
- Acid Reign （アシッド・レイン）
- Aggression （アグレッション）
- Agsas
- AION（アイオン）※初期
- Angelus Apatrida
- Annihilator （アナイアレイター）
- Artillery （アーティレリー）
- Assassin （アサシン）
- Bathory （バソリー）
- BULLDOZER （ブルドーザー）
- CASBAH （カスバ)
- Celtic Frost （セルティック・フロスト）
- Code Red （コードレッド)
- Coroner （コロナー）
- Cripper (クリッパー)
- DARRELL（ダレル）
- Dark Angel （ダーク・エンジェル）
- Deathrow （デスロウ）
- ダイムバック・ダレル
- Doom（ドゥーム）
- Evildead (イーヴルデッド)
- Evile （イーヴァイル）
- EXCITER （エキサイター）
- Fastkill
- Flotsam And Jetsam （フロットサム・アンド・ジェットサム）
- Gama Bomb （ガマ・ボム）
- Gargoyle （ガーゴイル）
- Gojira （ゴジラ）
- Hatesphere （ヘイトスフィア）
- Holy Moses (ホーリー・モーゼス)
- Impious （インピオス）
- Jurasic Jade
- KAT (死刑執行人)
- KING'S-EVIL
- Lazarus A.D. （ラザラス・A.D.）
- Lyzanxia (リザンクシア)
- Merciless Death （マーシレス・デス）
- Messiah （メシア）
- Mortal Sin （モータル・シン）
- Municipal Waste （ミュニシパル・ウェイスト）
- Nuclear Assault （ニュークリア・アソルト）
- Onslaught （オンスロート）
- Outrage（アウトレイジ）
- Overkill （オーヴァーキル）
- パンテラ
- Paradox (パラドックス)
- Pestilence（ペスティレンス）※初期
- POWER TRIP（パワー・トリップ）
- Pyracanda (ピラカンダ)
- Raven （レイヴン）
- Ritual Carnage （リチュアル・カーネイジ)
- ROSENFELD （ローゼンフェルド）
- Sabbat （サバト）
- Sacred Reich （セイクレッド・ライク）
- Sacrifice
- Sanctuary （サンクチュアリ）
- Sepultura （セパルトゥラ）
- SEX MACHINEGUNS（セックス・マシンガンズ）
- Suicidal Tendencies （スイサイダル・テンデンシーズ）
- Tankard （タンカード）
- Terror 2000 （テラー2000）
- The Haunted （ザ・ホーンテッド）
- TOKYO YANKEES（トウキョウヤンキース）
- UNITED（ユナイテッド）
- Violator （ヴァイオレイター）
- Voivod （ヴォイヴォド）
- Warbringer （ウォーブリンガー）
- Witchery （ウィッチリー）（スウェーデン）
- Xentrix （ゼントリックス）
- YOUTHQUAKE（ユースクエイク）※初期